# Jalen Carter
Pour les articles homonymes, voir Carter.
(en) Statistiques sur pro-football-reference
Jalen Da'Quan Carter (né le 4 avril 2001 à Apopka dans l'État de la Floride aux États-Unis) est un sportif professionnel américain de football américain jouant au poste de defensive tackle dans la National Football League (NFL) depuis la saison 2023.
Au niveau universitaire, il a joué pendant trois saisons (2020-2022) pour les Bulldogs représentants l'université de Géorgie au sein de la NCAA Division I FBS.
Il est ensuite sélectionné lors du 1er tour de la draft 2023 de la NFL par la franchise des Eagles de Philadelphie.

## Biographie
Carter est élevé par sa mère Toni Brown à Orlando. Recrue cinq étoiles issu d'Apopka High School, Carter est agressivement recruté par plusieurs équipes de la SEC. Après une visite officielle à l'université de Géorgie en décembre, il s'engage avec l'équipe plus tard dans le mois avant d'officialiser son arrivée à Athens en juin 2020.
Jouant comme defensive tackle, tight end et punter au lycée, Carter se met à temps plein au poste de defensive tackle avec les Bulldogs. Avec l'équipe, il est nommé sur la première équipe All-American en plus de remporter deux championnats nationaux. Le 10 janvier 2023, Carter se déclare comme éligible pour la draft à venir.
Quelques jours plus tard, à la suite d'une parade célébrant le plus récent titre national des Bulldogs, Carter est impliqué dans un accident routier tuant son coéquipier Devin Willock et une membre du personnel de recrutement de l'équipe, Chandler LeCroy. LeCroy, Willock et Warren McClendon étaient dans un autre véhicule que Carter et faisaient de la vitesse sous l'influence de l'alcool. Le 1er mars 2023, alors que Carter se trouve à la NFL Scouting Combine. Il est appelé à comparaître pour conduite dangereuse. Il est alors condamné, mais ne reçoit pas de peine de prison. Il est par la suite poursuivi par la famille des victimes.
Initialement considéré comme l'un des meilleurs espoirs de la cuvée, la situation fait descendre sa valeur au repêchage et des rumeurs émergent que certaines équipes ont l'intention d'éviter Carter durant l'événement. La rumeur la plus répandue concerne les Raiders de Las Vegas au 7e rang, qui sortent d'une situation similaire ayant mis fin à la carrière d'Henry Ruggs. Malgré les problèmes juridiques, Carter attire l'attention pour son athlétisme hors du commun et est sélectionné par les Eagles de Philadelphie au 9e rang de la draft de 2023. La présence de plusieurs vétérans dont Fletcher Cox et Brandon Graham ainsi que de coéquipiers de longue date en Kelee Ringo, Jordan Davis et Nakobe Dean est alors perçue comme un environnement qui permet à Carter de développer sa maturité. Graham joue également un rôle de mentor pour Carter alors qu'il s'adapte au niveau de jeu de la NFL.
Avec l'équipe, Carter émerge dès sa saison recrue comme un joueur de premier plan. Sa seconde saison commence plus difficilement, mais Carter comme l'équipe se remet sur les rails durant la saison, les menant éventuellement au Super Bowl. Nommé au Pro Bowl, Carter fait également la seconde équipe All-Pro.

## Statistiques

### Universitaires
| Année       | Équipe                 | Statut      | MJ |       | Plaquages | Plaquages | Plaquages | Plaquages |       | Interceptions | Interceptions | Interceptions | Interceptions |  | Fumbles | Fumbles |
| Année       | Équipe                 | Statut      | MJ | Total | Seul      | Ast.      | Sacks     | Nb.       | Yards | Déf.          | TD            | Nb.           | Rec.          |  |         |         |
| 2020        | Bulldogs de la Géorgie | Fr.         | 10 | 14    | 11        | 3         | 0,0       | 0         | 0     | 0             | 0             | 0             | 0             |  |         |         |
| 2022        | Bulldogs de la Géorgie | So.         | 15 | 37    | 17        | 20        | 3,0       | 0         | 0     | 1             | 0             | 0             | 0             |  |         |         |
| 2019        | Bulldogs de la Géorgie | Jr.         | 13 | 32    | 16        | 16        | 3,0       | 0         | 0     | 3             | 0             | 2             | 0             |  |         |         |
| Totaux NCAA | Totaux NCAA            | Totaux NCAA | 38 | 83    | 44        | 39        | 6,0       | 0         | 0     | 4             | 0             | 2             | 0             |  |         |         |

### Professionnelles
| Année      | Équipe                 | MJ |       | Plaquages | Plaquages | Plaquages | Plaquages |       | Interceptions | Interceptions | Interceptions | Interceptions |  | Fumbles | Fumbles |
| Année      | Équipe                 | MJ | Total | Seul      | Ast.      | Sacks     | Nb.       | Yards | Déf.          | TD            | Nb.           | Rec.          |  |         |         |
| 2023       | Eagles de Philadelphie | 16 | 33    | 20        | 13        | 6,0       | 0         | 0     | 0             | 0             | 2             | 1             |  |         |         |
| 2024       | Eagles de Philadelphie | 16 | 42    | 25        | 17        | 4,5       | 0         | 0     | 6             | 0             | 2             | 0             |  |         |         |
| Totaux NFL | Totaux NFL             | 32 | 75    | 45        | 30        | 10,5      | 0         | 0     | 6             | 0             | 4             | 1             |  |         |         |

| Année      | Équipe                 | MJ |                 | Plaquages       | Plaquages       | Plaquages       | Plaquages       |                 | Interceptions   | Interceptions   | Interceptions | Interceptions |  | Fumbles | Fumbles |
| Année      | Équipe                 | MJ | Total           | Seul            | Ast.            | Sacks           | Nb.             | Yards           | Déf.            | TD              | Nb.           | Rec.          |  |         |         |
| 2023       | Eagles de Philadelphie | 1  | 02              | 01              | 01              | 0,0             | 0               | 0               | 0               | 0               | 0             | 0             |  |         |         |
| 2024       | Eagles de Philadelphie | ?  | Saison en cours | Saison en cours | Saison en cours | Saison en cours | Saison en cours | Saison en cours | Saison en cours | Saison en cours | ?             | ?             |  |         |         |
| Totaux NFL | Totaux NFL             | 1  | 02              | 01              | 01              | 0,0             | 0               | 0               | 0               | 0               | 0             | 0             |  |         |         |